# Ярковский район
Ярко́вский райо́н — административно-территориальная единица (район) и муниципальное образование (муниципальный район) в Тюменской области России.
Административный центр — село Ярково.

## География
Граничит с Тюменским, Тобольским, Нижнетавдинским, Ялуторовским, Вагайским и Юргинским районами области.

### Климат
Район находится на территории Западно-Сибирской равнины, в континентальном климате. Господствующее направление ветров — юго-западное. Минимальная температура воздуха достигает в отдельные периоды до −50 °C, максимальная — до +36 °C. Среднегодовое количество осадков — около 400 мм. Средняя дата появления снежного покрова — 30 октября, число дней со снеговым покровом — 164. Глубина промерзания почвы до 180 см.
Природные ресурсы
Сельскохозяйственные угодья составляют 114 057 га, в том числе: пашня — 44 547 га, кормовые угодья (сенокосы, пастбища) — 66 965 га, залежи — 2 507 га, многолетние насаждения — 38 га.
Местные полезные ископаемые представлены разведанными запасами торфа — 200 000 тыс. м³, сапропеля — 61 000 тыс. м³, подземных хозбытовых вод — 44 000 тыс. м³/сутки.
Водный фонд района занимает площадь 18 358 га. Гидрографическая сеть района представлена реками Тура, Тобол, Тавда и девятью малыми реками. Их длина составляет более 1 300 км. В районе имеется 119 озёр и 21 старица общей площадью 16 717,7 га. Основными источниками формирования стока рек являются талые воды. Распределение стока в течение года неравномерно. Это приводит к затоплению примерно 60 % всех сельхозугодий, пашен, сенокосов и пастбищ, что в свою очередь, отрицательно влияет на экономику района.
Лесные массивы составляют 373 251 га. Запасы леса определены в объёме 34 937,4 тыс. м³, в том числе хвойных пород — 11 873 тыс. м³. Из них запасы эксплуатационного фонда равняются 29 286,9 тыс. м³, в том числе хвойных пород — 9 682 тыс. м³.
Земли рекреации занимают площадь в 33 тыс. га.
Экология
Район богат разнообразной флорой и фауной, имеет значительные охотничьи ресурсы. Есть два заказника областного значения: Таповский — 10,9 тыс. га, Иевлевский — 44,1 тыс. га. Лиственные и хвойные породы деревьев: сосна, ель, пихта, берёза, осина и др. — сформировали смешанные леса. В лесах — разнообразие ягод и грибов, зверей и птиц, в водоёмах — рыба различных пород. В заповедных местах водятся такие ценные звери, как бобры. На лугах и лесных полянах насчитывается около 90 видов растений. Отсутствие в районе крупных промышленных предприятий благоприятно сказывается на экосистеме.

## Население
| 2002    | 2009    | 2010    | 2011    | 2012    | 2013    | 2014    |
| ------- | ------- | ------- | ------- | ------- | ------- | ------- |
| 25 074  | ↘24 568 | ↘23 184 | ↗23 196 | ↘22 724 | ↘22 633 | ↗22 707 |
| 2015    | 2016    | 2017    | 2018    | 2019    | 2020    | 2021    |
| ↗22 937 | ↗23 114 | ↗23 324 | ↘23 268 | ↘23 158 | ↘23 041 | ↗23 295 |

## История
Согласно первым документальным упоминаниям, история села Ярково и населённых пунктов на территории Ярковского района начинается в первой половине XVII века.
В 30-е годы XVII века на территории будущего Ярковского района, по указу царя Михаила Романова были созданы первые однодворовые поселения служилых и посадских людей.
В 1641 году появилась Монастырская слобода (ныне д. Щучье), в 1642 году — Покровская слобода (ныне с. Покровское).
В окрестностях села Ярково проходили бои Ермака и его дружины.
Согласно местной переписи 1700 года, деревня Ярково состояла из 26 дворов и являлась преимущественно крестьянско-ямщицким поселением.
Образован район на основании постановления президиума Уралоблисполкома от 17 июня 1925 года в составе Тюменского округа Уральской области из территории Иевлевского района и 5 сельсоветов Покровского района.
Изначально в район вошло 20 сельсоветов: Агальинский, Артамоновский, Бачелинский, Бачкунский, Боровский, Варваринский, Дубровинский, Иевлевский, Караульноярский, Карбанский, Красноярский, Лысовский, Новоникольский, Петропавловский, Плехановский, Покровский, Таракановский, Усальский, Черноярский, Ярковский.
7 декабря 1925 года — Новоникольский сельсовет переименован в Новотроицкий.
30/31 декабря 1925 года — образованы Антипинский, Матмасовский и Осиновский сельсоветы. Из Ялуторовского района передан Александровский сельсовет.
В начале 1926 года Новотроицкий сельсовет переименован в Троицкий, Петропавловский — в Комарицкий, Черноярский — в Верхнесидоровский.
28 июля 1926 года — образованы Конченбургский, Чечкинский, Шатановский и Юртоборовский сельсоветы.
7 января 1934 года — район включён в состав Обско-Иртышской области.
7 декабря 1934 года — передан в состав Омской области.
25 января 1935 года — Конченбургский и Троицкий сельсоветы переданы в Нижнетавдинский район.
10 декабря 1935 года — вошёл в состав вновь образованного Тобольского административного округа.
4 июля 1937 года — во вновь организованный Байкаловский район переданы Бачелинский, Верхнесидоровский, Плехановский и Таракановский сельсоветы.
4 декабря 1938 года — в состав района вошёл Александровский сельсовет, переданный из Вагайского района. Фактически также были переданы Антипинский, Красноярский и Шатановский сельсоветы. Юридически передача их была оформлена 18 октября 1940 года.
14 августа 1944 года — передан в состав образованной Тюменской области.
17 июня 1954 года — упразднены Артамоновский, Варваринский, Карбанский, Комарицкий сельсоветы. Александровский и Чечкинский сельсоветы объединены в Староалександровский, Боровской и Матмасовский — в Маранский, Лысовский и Бачкунский — в Гилёвский.
9 апреля 1959 года — упразднён Агальинский сельсовет.
9 июля 1960 года — в состав района вошли Бачелинский, Верхнесидоровский, Плехановский, Сеитовский и Сорокинский сельсоветы, переданные из упразднённого Байкаловского района.
5 октября 1961 года — упразднён Староалександровский сельсовет.
1 февраля 1963 года — район упразднён. Территория вошла в состав Тюменского укрупнённого сельского района.
12 января 1965 года — район образован вновь в прежнем составе сельсоветов.
24 января 1968 года — Юртоборовский сельсовет переименован в Староалександровский.
8 августа 1968 года — упразднён Осиновский сельсовет.
29 октября 1970 года — упразднён Верхнесидоровский сельсовет.
30 апреля 1971 года — образован Щетковский сельсовет. Упразднён Сеитовский сельсовет.
5 ноября 1984 года — Бачелинский сельсовет переименован в Аксаринский.

## Муниципально-территориальное устройство
В Ярковском муниципальном районе 14 сельских поселений, включающих 73 населённых пункта:
| №  | Сельские поселения                      | Административный центр  | Количество населённых пунктов | Население | Площадь, км2 |
| -- | --------------------------------------- | ----------------------- | ----------------------------- | --------- | ------------ |
| 1  | Аксаринское сельское поселение          | деревня Аксарина        | 4                             | ↗694      | 134,00       |
| 2  | Гилёвское сельское поселение            | село Гилево             | 4                             | ↗749      | 341,07       |
| 3  | Дубровинское сельское поселение         | село Дубровное          | 5                             | ↘1913     | 253,44       |
| 4  | Иевлевское сельское поселение           | село Иевлево            | 8                             | ↘1684     | 560,14       |
| 5  | Караульноярское сельское поселение      | село Караульнояр        | 2                             | ↗569      | 412,32       |
| 6  | Маранское сельское поселение            | село Маранка            | 4                             | ↗569      | 529,24       |
| 7  | Новоалександровское сельское поселение  | село Новоалександровка  | 8                             | ↘1637     | 839,61       |
| 8  | Плехановское сельское поселение         | село Плеханово          | 9                             | ↗1356     | 750,61       |
| 9  | Покровское сельское поселение           | село Покровское         | 3                             | ↗1801     | 303,90       |
| 10 | Сорокинское сельское поселение          | село Сорокино           | 6                             | ↗654      | 1360,33      |
| 11 | Староалександровское сельское поселение | село Староалександровка | 7                             | ↗1754     | 678,23       |
| 12 | Усальское сельское поселение            | село Усалка             | 1                             | ↗589      | 132,29       |
| 13 | Щетковское сельское поселение           | село Щетково            | 8                             | ↗1170     | 279,80       |
| 14 | Ярковское сельское поселение            | село Ярково             | 4                             | ↘8156     | 81,78        |

## Населённые пункты
| №  | Населённый пункт   | Тип     | Население | Муниципальное образование               |
| -- | ------------------ | ------- | --------- | --------------------------------------- |
| 1  | Абаевский          | посёлок | 138       | Щетковское сельское поселение           |
| 2  | Агалья             | село    | 49        | Новоалександровское сельское поселение  |
| 3  | Аксарина           | деревня | ↘243      | Аксаринское сельское поселение          |
| 4  | Александровка      | деревня | 0         | Плехановское сельское поселение         |
| 5  | Антипина           | деревня | 21        | Аксаринское сельское поселение          |
| 6  | Артамонова         | деревня | 7         | Щетковское сельское поселение           |
| 7  | Бачелино           | село    | 203       | Аксаринское сельское поселение          |
| 8  | Бачкун             | деревня | 59        | Гилёвское сельское поселение            |
| 9  | Берёзов Яр         | деревня | 68        | Гилёвское сельское поселение            |
| 10 | Бигила             | деревня | 24        | Маранское сельское поселение            |
| 11 | Большой Краснояр   | деревня | 231       | Плехановское сельское поселение         |
| 12 | Бор                | деревня | 32        | Маранское сельское поселение            |
| 13 | Варвара            | деревня | 575       | Иевлевское сельское поселение           |
| 14 | Варваринский       | посёлок | 326       | Иевлевское сельское поселение           |
| 15 | Верхнесидорово     | село    | 166       | Плехановское сельское поселение         |
| 16 | Веселый            | посёлок | 532       | Дубровинское сельское поселение         |
| 17 | Ганихина           | деревня | 5         | Иевлевское сельское поселение           |
| 18 | Гилёво             | село    | 516       | Гилёвское сельское поселение            |
| 19 | Дуброва            | деревня | 26        | Гилёвское сельское поселение            |
| 20 | Дубровное          | село    | 649       | Дубровинское сельское поселение         |
| 21 | Дулепина           | деревня | 31        | Покровское сельское поселение           |
| 22 | Еманаул            | деревня | 1         | Сорокинское сельское поселение          |
| 23 | Заречный           | посёлок | 148       | Щетковское сельское поселение           |
| 24 | Иевлево            | село    | 449       | Иевлевское сельское поселение           |
| 25 | Иска               | деревня | 64        | Щетковское сельское поселение           |
| 26 | Караульнояр        | село    | 446       | Караульноярское сельское поселение      |
| 27 | Карбаны            | деревня | 294       | Староалександровское сельское поселение |
| 28 | Комарица           | деревня | 3         | Щетковское сельское поселение           |
| 29 | Космакова          | деревня | 217       | Дубровинское сельское поселение         |
| 30 | Куртюганы          | деревня | 228       | Староалександровское сельское поселение |
| 31 | Липовка            | деревня | 59        | Сорокинское сельское поселение          |
| 32 | Мазурова           | деревня | 11        | Сорокинское сельское поселение          |
| 33 | Малая Чечкина      | деревня | 40        | Староалександровское сельское поселение |
| 34 | Малый Эсаул        | деревня | 98        | Плехановское сельское поселение         |
| 35 | Маранка            | село    | 412       | Маранское сельское поселение            |
| 36 | Матмасы            | село    | 118       | Маранское сельское поселение            |
| 37 | Михайловка         | деревня | 3         | Новоалександровское сельское поселение  |
| 38 | Мостовой           | посёлок | 21        | Ярковское сельское поселение            |
| 39 | Мотуши             | деревня | 434       | Дубровинское сельское поселение         |
| 40 | Никитина           | деревня | 182       | Покровское сельское поселение           |
| 41 | Никольская         | деревня | 7         | Новоалександровское сельское поселение  |
| 42 | Новоалександровка  | село    | 496       | Новоалександровское сельское поселение  |
| 43 | Новокаишкуль       | село    | 639       | Новоалександровское сельское поселение  |
| 44 | Новокурская        | деревня | 76        | Караульноярское сельское поселение      |
| 45 | Новонерда          | деревня | 391       | Новоалександровское сельское поселение  |
| 46 | Новоселово         | село    | 230       | Иевлевское сельское поселение           |
| 47 | Новотроицкая       | деревня | 81        | Новоалександровское сельское поселение  |
| 48 | Первомаевка        | деревня | 5         | Иевлевское сельское поселение           |
| 49 | Петропавловка      | деревня | 152       | Щетковское сельское поселение           |
| 50 | Плавнова           | деревня | 129       | Иевлевское сельское поселение           |
| 51 | Плеханово          | село    | 309       | Плехановское сельское поселение         |
| 52 | Покровское         | село    | ↗1528     | Покровское сельское поселение           |
| 53 | Сакандыкова        | деревня | 81        | Плехановское сельское поселение         |
| 54 | Светлоозерский     | посёлок | 561       | Ярковское сельское поселение            |
| 55 | Сеиты              | село    | 240       | Сорокинское сельское поселение          |
| 56 | Советский          | посёлок | ↘3        | Сорокинское сельское поселение          |
| 57 | Сорокино           | село    | 428       | Сорокинское сельское поселение          |
| 58 | Староалександровка | село    | 471       | Староалександровское сельское поселение |
| 59 | Старый Каишкуль    | деревня | 178       | Новоалександровское сельское поселение  |
| 60 | Тараканова         | деревня | 86        | Плехановское сельское поселение         |
| 61 | Тарханы            | деревня | 119       | Староалександровское сельское поселение |
| 62 | Ульянова           | деревня | 1         | Плехановское сельское поселение         |
| 63 | Усалка             | село    | ↗589      | Усальское сельское поселение            |
| 64 | Усть-Тавда         | посёлок | 405       | Плехановское сельское поселение         |
| 65 | Чеганова           | деревня | 80        | Иевлевское сельское поселение           |
| 66 | Чечкино            | село    | 538       | Староалександровское сельское поселение |
| 67 | Шатанова           | деревня | 227       | Аксаринское сельское поселение          |
| 68 | Шпалозаводский     | посёлок | 10        | Щетковское сельское поселение           |
| 69 | Щетково            | село    | 631       | Щетковское сельское поселение           |
| 70 | Щучья              | деревня | 118       | Дубровинское сельское поселение         |
| 71 | Южаково            | село    | 150       | Ярковское сельское поселение            |
| 72 | Юртобор            | деревня | 132       | Староалександровское сельское поселение |
| 73 | Ярково             | село    | ↗7458     | Ярковское сельское поселение            |

7 октября 2004 года была упразднена деревня Бехтери.

## Экономика
Основой экономики района является сельское хозяйство, в первую очередь — молочное и мясное животноводство, а также сопутствующее ему зерноводство. По урожайности зерновых входит в пятёрку лидеров среди районов области, по надоям традиционно занимает восьмое место. Крупнейшее предприятие района — ЗАО «Ясень-Агро», с 2002 года занимающееся производством, переработкой и реализацией сельхозпродукции. С 2008 года развернула деятельность компания «Междуречье», в планах которой строительство образцовой мегафермы. В районе д. Новоалександровка компания «Травы Сибири» взяла под посевы 1,5 тыс. га. Администрация района планирует включить в сельскохозяйственный оборот 40 тыс. га, из которых 30 тыс. га в половодье не заливаются водой.
В 1958—1959 годах на территории района велись поиски нефти, не увенчавшиеся успехом. Осенью 2006 года была создана «Южная Тюменская нефтяная компания», которая возобновила геологоразведочные работы на Западно-Байкаловском лицензионном участке. Однако к 2008 году работы были приостановлены, трёхэтажный офис «ЮТНК», построенный в центре с. Ярково, непосредственно возле администрации района, пустует. Переговоры с правительством области о продаже здания под муниципальные нужды не увенчались успехом, а губернатор В. В. Якушев заявил, что если «ЮТНК» приостановит разработку месторождения, то власти отзовут лицензию и выставят её на торги.

## Транспорт
Дороги с твёрдым покрытием составляют 68 % дорожной сети района, соединяя большинство населённых пунктов. В самое большое половодье сообщение прерывается лишь с двумя небольшими деревнями в Заболотье. Есть асфальтированная дорога, связывающая д. Староалександровка с трассой Тюмень — Ханты-Мансийск.

## Культура
В селе Ярково районный краеведческий музей, который закрыли в 2013 году. В селе Покровское работает частный музей, посвящённый Григорию Распутину. В ближайших планах — музеефикация почты в с. Покровское и крестьянского дома в с. Иевлево, где в 1918 году останавливался на ночлег Николай Романов с семьёй. Также предполагается восстановить участок старого Тобольского тракта и возить по нему на лошадях туристов на «заимку Распутина», которую также предстоит построить.

## Достопримечательности

### Объекты культурного наследия
К ним относится комплекс памятников археологии федерального значения, состоящий из городища Иска-I и поселения Иска-II.

### Особо охраняемые природные территории
- Региональные заказники:
  - Таповский (45 000 га) — шестой на юге области по площади, часть его расположена в Юргинском районе
  - Иевлевский (10 000 га)
- Региональные памятники природы:
  - Южаковский (3 726 га) — крупнейший в регионе по площади
  - Озёрный (2 897 га) — третий в регионе по площади
  - Язевский (255 га)
  - Пихтовый мыс (212 га)
  - Юртоборовский (37 га)
  - Боровский (8 га)

## Спорт
Активно развиваются хоккей, лыжный спорт, парапланеризм. В планах — строительство тира и биатлонной трассы. Растёт популярность пейнтбола.